# National Tramway Museum
National Tramway Museum er Englands nationale sporvejsmuseum og beliggende i Crich i Derbyshire.
Museet, der åbnede i 1963, råder over en ca. 1,3 km normalsporet linje og over 60 sporvogne fra både Storbritannien og resten af verden.

## Ekstern henvisning
- Wikimedia Commons har flere filer relateret til National Tramway Museum
- Crich Tramway Village – officiel website for National Tramway Museum

53°05′21″N 1°29′11″V / 53.0893°N 1.4863°V